# Едгар Уолъс
Ричард Хорейшо Едгар Уолъс (на английски: Richard Horatio Edgar Wallace, по-известен само като Едгар Уолъс) е британски писател, журналист, драматург, сценарист и режисьор.
Известен е като автор на 175 криминални и мистериозни романа, по които са направени над 160 киноекранизации. Негов е сценарият на филма „Кинг Конг“ от 1932 година. Също така е автор на 24 пиеси и редица статии. Съвременниците му го определят като „краля на модерния трилър“. През 1920-те книгите му са на второ място по продажби в Англия след Библията.